# Criollos de Caguas FC
Los Criollos de Caguas FC es un equipo de fútbol de Puerto Rico que juega en la Puerto Rico Soccer League, la primera división de fútbol en el país.

## Historia
Fue fundado en el año 1981 en la ciudad de Caguas, y han realizado giras al extranjero, como el ser el primer equipo de fútbol de Puerto Rico en viajar a Inglaterra, más específicamente a la ciudad de Portsmouth y enfrentarse al equipo de la ciudad.
Fue hasta después del 2014 que el club empezó a ganar títulos, iniciando con el logrado de la Liga Nacional de Fútbol de Puerto Rico en 2014 y la supercopa ese mismo año.
En 2015 el club ganó tres títulos, los cuales fueron la Liga Nacional de Fútbol de Puerto Rico, la Copa Nacional y la Copa de Bayamón.

Para 2016 ganaron dos títulos de Copa Regional.

En el 2017 se coronaron campeones de la Liga Central de Puerto Rico.

## Palmarés
- Super copa de la Puerto Rico Soccer League: 1

2014
- Puerto Rico Soccer League: 1

2014
- Copa Bayamon: 1

2015
- Copa de la Puerto Rico Soccer League: 1

2015
- Liga Nacional de Fútbol de Puerto Rico: 1

2015
- Bayamon Cup: 1

2016
- Copa Mickey Jiménez: 1

2016